# Наумбург (Хесен)
Наумбург (њем. Naumburg) град је у њемачкој савезној држави Хесен. Једно је од 29 општинских средишта округа Касел. Према процјени из 2010. у граду је живјело 5.299 становника. Посједује регионалну шифру (AGS) 6633018.

## Географски и демографски подаци
Наумбург се налази у савезној држави Хесен у округу Касел. Град се налази на надморској висини од 210 – 450 метара. Површина општине износи 66,3 km². У самом граду је, према процјени из 2010. године, живјело 5.299 становника. Просјечна густина становништва износи 80 становника/km².

## Међународна сарадња
| Мјесто  | Држава   | Врста сарадње | Од    |
| ------- | -------- | ------------- | ----- |
| Комазом | Мађарска | партнерство   | 1992. |
| Извор   |          |               |       |